# جام بسکتبال ولیعهد ۱۳۵۴

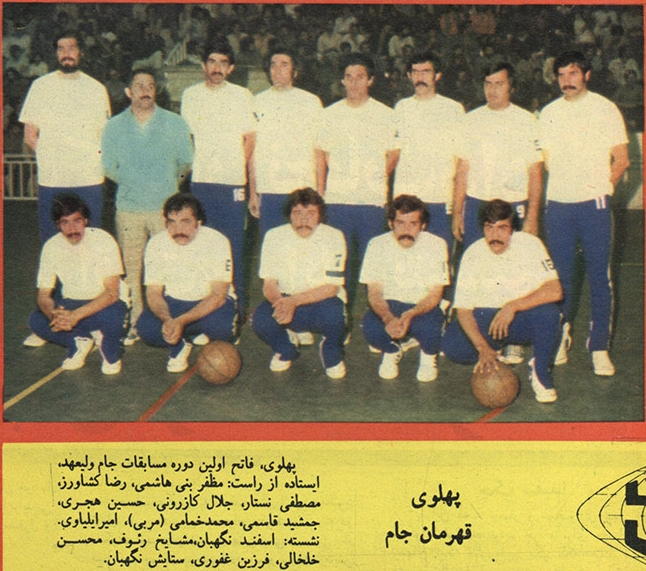
تصویر تیم پهلوی تهران قهرمان اولین دوره لیگ بسکتبال ولیعهد (مسابقات بسکتبال باشگاه‌های مردان ایران) در سال ۱۳۵۴. تصویر از مجله دنیای ورزش شماره ۲۹۴.

تصویر تیم پهلوی تهران قهرمان اولین دوره لیگ بسکتبال ولیعهد (مسابقات بسکتبال باشگاه‌های مردان ایران) در سال ۱۳۵۴. تصویر از مجله دنیای ورزش شماره ۲۹۴.

جام ولیعهد ۱۳۵۴ اولین دوره جام ولیعهد و بالاترین سطح لیگ بسکتبال باشگاهی مردان در ایران بود. در پایان تیم پهلوی تهران به قهرمانی این دوره از لیگ رسید.
این مسابقات در ۳ مرحله و با حضور ۱۲ تیم آغاز شد. تیم‌های شرکت کننده در اولین دوره لیگ باشگاه‌های بسکتبال مردان ایران عبارت است از: راه‌آهن مشهد، ذوب‌آهن اصفهان، پرسپولیس تهران، تاج شیراز، پاس تهران، ماشین‌سازی تبریز، پرسپولیس گرگان، پهلوی تهران، شهباز اهواز، تاج سنندج، همای تهران و پاس کرمانشاه.
در مرحله اول ۱۲ تیم در چهار گروه ۳ تیمی به مصاف هم رفتند تا ۲ تیم برتر هر گروه (در مجموع ۸ تیم) به مرحله دوم راه یابند. در مرحله دوم، ۸ تیم در ۲ گروه چهار تیمی به صورت دوره‌ای با هم دیدار کردند تا ۲ تیم برتر هر گروه (۴ تیم در مجموع) به مرحله سوم راه یابد. در مرحله پایانی بازی‌ها به صورت ضربدی انجام شد و دو تیم برنده دیدار نهایی را برگزار کردند.
مرحله نیمه نهایی این مسابقات ۱۶ اردیبهشت ۱۳۵۵ به صورت ضربدری در سالن محمدرضا شاه پهلوی برگزار شد. تیم پرسپولیس گرگان حریف خود پاس تهران را شکست داد و به فینال رسید. در دیگر بازی نیز تیم پهلوی تهران با شکست ذوب‌آهن اصفهان فینالیست شد.
در دیدار پایانی این دوره از مسابقات تیم پهلوی تهران با شکست پرسپولیس گرگان با نتیجه ۶۹-۶۸ شکست داد و به مقام قهرمانی اولین دوره از لیگ بسکتبال باشگاهی مردان ایران رسید. در مسابقه رده‌بندی تیم پاس، ذوب‌آهن اصفهان را شکست داد و سوم شد.

## رده‌بندی نهایی
| رتبه | تیم            |
| ---- | -------------- |
| 1    | پهلوی تهران    |
| 2    | پرسپولیس گرگان |
| 3    | پاس تهران      |
| ۴    | ذوب‌آهن اصفهان  |

| قهرمان فصل ۱۳۵۴ لیگ برتر ایران |
| ------------------------------ |
| پهلوی تهران نخستین قهرمانی     |

|  |  |

## ترکیب تیم‌های برتر
ترکیب تیم قهرمان پهلوی تهران عبارت است از: مظفر بنی‌هاشمی، رضا کشاورز، مصطفی نستار، جلال کازرونی، حسین هجری، جمشید قاسمی، امیر ایلیاوی، اسفند نگهبان، مشایخ رئوف، محسن خلخالی‌(کاپیتان)، فرزین غفوری و ستایش نگهبان. مربی: محمد خمامی.
ترکیب تیم نائب قهرمان پرسپولیس گرگان عبارت است از: حسن طیبی (کاپیتان)، رحمت شاهانی، محمدرضا یعقوبی، رحیم مخدومی، علی‌اکبر (یا علیرضا) بداقی،  قاسم محسنی، سید جلال ال عقیل، محمدرضا بداقی، رضا نوری، حمیدرضا منصوریان، محمدیوسف صادق نژاد. مربی: شعبان قاری و سرپرست: عقیلی.
ترکیب تیم سوم پاس تهران عبارت است از: بیژن دادخواه، عباس حیدری، خسرو رضایی، محمودزاده شیرازی، نادر کاشانی (کاپیتان)، سعید خلخالی، سعید شیبه، ابوالقاسم صادقی، محمدرضا اسلامی و امیر درودی زاده.